# Bethel Island
Bethel Island statisztikai település az azonos nevű szigeten az USA Kalifornia államának Contra Costa megyéjében. 

## Népesség
A település népességének változása: